# Містерії
Місте́рії — один з аспектів езотерики, закрита для непосвячених інформація, що стосується тієї чи іншої частини знання, вчення, обряду, або сама процедура виконання якогось обряду або посвяти.
У Єгипті — містерії Ісіди і Осіріса; у Вавилонії — містерії Таммуза; в Греції — Елевсінські містерії, Орфічні містерії, Самофракійські містерії; в Римі — містерії Вакха, Аттиса, Кібели, Мітри.(СЕС)

## Етимологія
Слово містерія походить через лат. mysterium («таємниця; таємний культ; таємні навчання, секрети») від грец. μυστήριον (множина μυστήρια). Походження грецького слова неясне, деякі припускають, що воно пов'язане з μυο- («закривати, зачиняти»), недавно з'явилася версія, що виводить грецьке μυστήριον від хеттського дієслова munnae («приховувати»).

## Історія
Містерії — таємні релігійні обряди і вчення, напр. В Афінах Елевсінські таїнства Деметри, напр. великі (та Megala), що святкували в місяці боедромоні, і малі (та Мікра) у місяці анфестеріоні. Особливістю ритуалів на честь Діоніса є оргіастичні святкування, так звані вакханалії.
Містерії були поширені в Стародавній Греції та в Римі, в них могли брати участь лише втаємничені, так звані місти. Обряди в містеріях здебільшого зводилися до драматизованої вистави відповідного священного міфу, серед яких: страждання, смерть і відродження Діоніса; викрадення Персефони та інші. Містерії найчастіше відбувалися вночі.
Найпопулярнішими в Стародавній Греції були Елевсінські містерії на честь Деметри й Персефони, вакхічні — на честь Діоніса, самотракійські — на честь кабірів, а також містерії, пов'язані з культом Кібели, Мітри, Ісіди та інших богів.
Містерії сягають первісних магічних обрядів, що давали їхнім учасникам право, за уявленнями стародавніх, на покровительство божества. Обряд утаємничення в містерії пов'язаний з поширеними в усіх давніх народів випробуваннями при переході з однієї вікової категорії до іншої (ці випробування звалися ініціаціями). Наприклад, ефебство: юнак, що ставав чоловіком, мусив попередньо готуватися, приносити жертви, випробовувати свою стійкість. Велике поширення містерій в античному світі пояснюється сподіванням на вічне раювання після смерті.